# Constantin Năsturel-Herescu
Constantin Năsturel-Herescu (n. 1798 – d. 30 decembrie 1879, București) a fost un general român și filantrop, cunoscut pentru donația pe care a făcut-o Societății Academice Române și care a permis constituirea Fondului „Năsturel-Herescu”. O parte din acest fond a fost folosit de Academia Română pentru crearea Premiilor Năsturel-Herescu. În semn de apreciere, Constantin Năsturel-Herescu a fost ales membru donator al Societății Academice Române.

## Biografie
Constantin Năsturel-Herescu a fost unul din descendenții familiei boierești Nasturel a căror moșie se afla la Herăști. Printre strămoșii acestuia au fost:
- Radu Năsturel, mare cancelar, care a avut trei descendenți:

- Elena Năsturel, soția voievodului Matei Basarab (1580-1654),
- Cazan Năsturel,
- Udriște Năsturel (1596-1659), mare logofăt și cărturar:

- Radu Năsturel, cancelar în timpul domniei lui Grigore I Ghica:

- Toma Năsturel (1628-1693):

- Șerban Năsturel (1659-1731):

- Constantin Năsturel (1682-1752), mare ban și mare paharnic:

- Radu Năsturel-Herescu (1750-1804), paharnic, al cărui fiu a fost:

- Constantin Năsturel-Herescu

Constantin Năsturel-Herescu a fost căsătorit cu Elena Băleanu, sora lui Emanoil (Manolache) Băleanu. Între anii 1823-1827 a fost ofițer într-un regiment de lăncieri ai armatei ruse. Reîntors în Țara Românească devine aghiotantul lui Alexandru D. Ghica și, mai târziu, vistiernic în timpul domniei lui Gheorghe Bibescu (1843-1848) și mare ban și spătar în vremea lui Barbu Știrbei.
Fiind ultimul descendent al acestei familii boieresti, fara urmași directi, 30 august/11 septembrie 1873 generalul Năsturel-Herescu a donat Societății Academice Române jumătate din veniturile a două dintre moșiile sale pentru constituirea Fondului „Năsturel-Herescu”, o parte din acest fond fiind folosit pentru crearea Premiilor Năsturel-Herescu.

## Galerie imagini

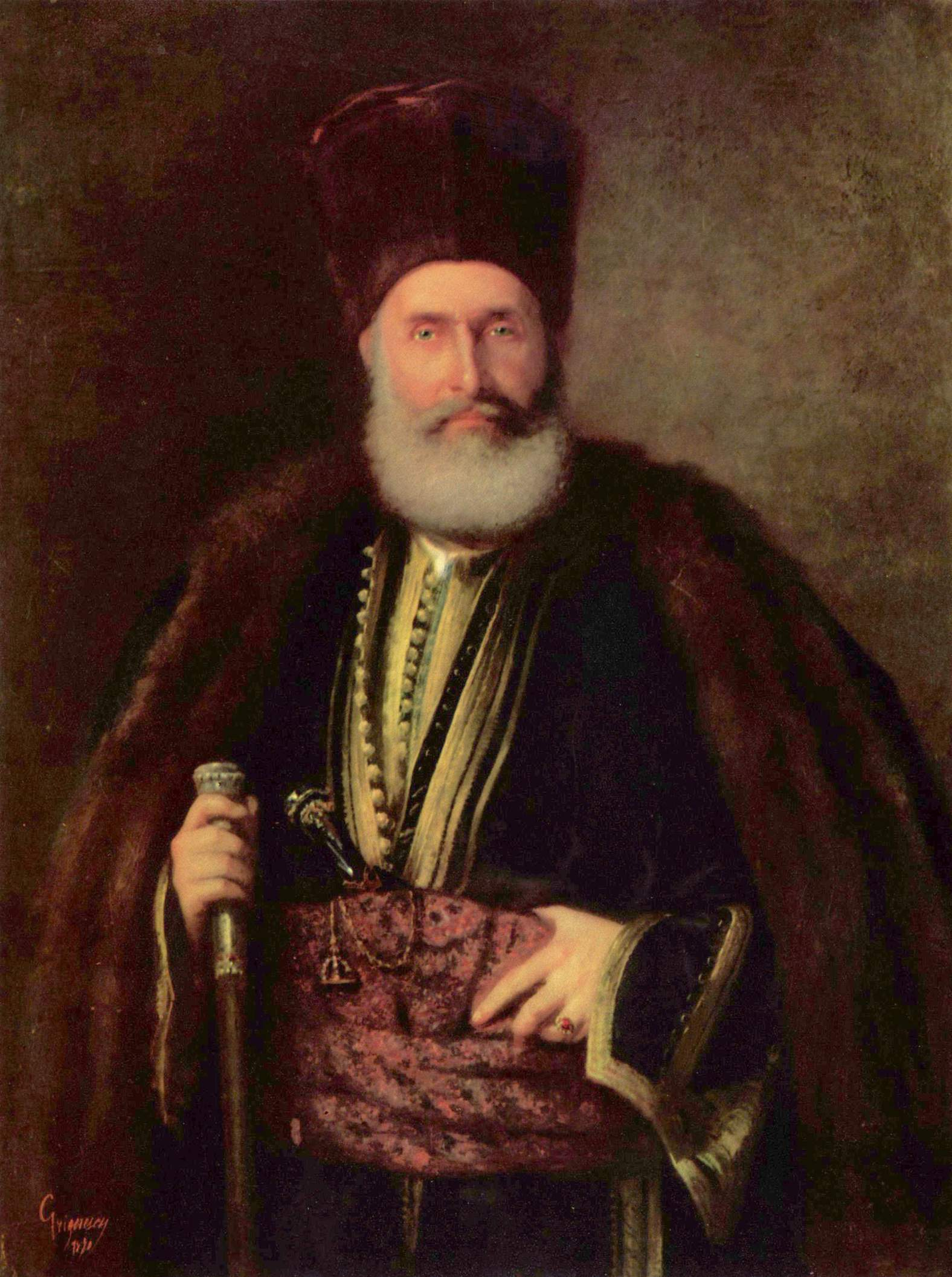
Portretul marelui ban Năsturel Herescu (n.1686) - pictură de Nicolae Grigorescu
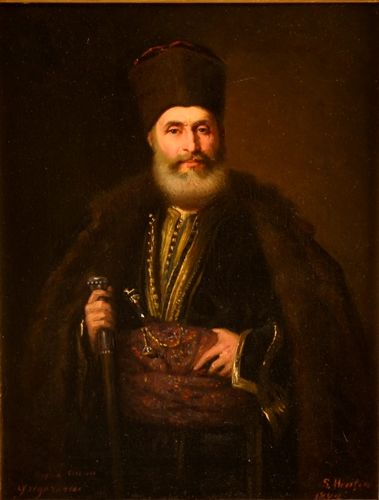
Marele ban Constantin Năsturel-Herescu (n.1686), pictură de Sava Henția.